# Marcantonio Conti
Marcantonio Conti (* 10. September 1733 in Rom, Kirchenstaat; † 25. Januar 1780) war ein italienischer römisch-katholischer Geistlicher und Bischof.

## Leben
Marcantonio Conti wurde 1733 geboren.
Am 12. Juni 1756 wurde er zum Priester geweiht. Am 28. Mai 1774 ernannte Papst Clemens XIV. ihn zum Bischof von Pesaro. Am 8. Mai 1775 weihte Kardinal Francisco de Saldanha da Gama, Patriarch von Lissabon, ihn zum Bischof. Ein Jahr später, am 3. März 1775 resignierte er als Bischof. Ein Monat später, am 3. April 1775, ernannte der Papst ihn zum Titularerzbischof von Damascus. 